# 蒙哥湖遗骨

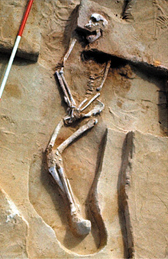
蒙哥湖三號骸骨

蒙哥湖遺骨中包含三具比較出名的遺骸：蒙哥湖一號骸骨（俗稱：蒙哥湖夫人）、蒙哥湖二號骸骨和蒙哥湖三號骸骨（俗稱：蒙哥湖先生）。蒙哥湖位於澳大利亞新南威爾士州的威兰德拉湖区，該地區亦是世界遺產地之一。這些遺骸是在澳大利亞發現的最古老的現代人，有關他們的年齡在科學界一直飽受爭議。

## 蒙哥湖一號骸骨
蒙哥湖一號骸骨被墨爾本大學教授吉姆·鮑勒（Jim Bowler）在1969年於威蘭德拉湖區所發現。 經過放射性碳定年法鑒定，該骸骨生活在距今24,700年到19,030年前。與此同時，該骸骨下有一層厚約15釐米的木炭燃燒物，這些木炭燃燒物距今已有26,250年歷史（上下1,120年誤差）。一號骸骨也是人類迄今已知最早的被火葬的人類。

## 蒙哥湖三號骸骨
蒙哥湖三號骸骨於1974年被發現，是被認為生活在澳大利亞大陸最古老的人類。目前的科學研究認為他生活在距今6.8萬年到4萬年之間的更新世。